# Deutsche Volleyball-Bundesliga 1986/87 (Frauen)
Die Saison 1986/87 der Volleyball-Bundesliga war die elfte Ausgabe dieses Wettbewerbs. Bayern Lohhof (vormals SV Lohhof) konnte seinen Titel aus dem Vorjahr verteidigen und wurde zum fünften Mal Deutscher Meister. Darmstadt und Hannover mussten absteigen.

## Mannschaften
In dieser Saison spielten zehn Mannschaften in der Bundesliga:
- TSV Rudow Berlin
- Orplid Darmstadt
- SG/JDZ Feuerbach
- VfL Hannover
- Bayern Lohhof
- USC Münster
- VfL Oythe
- TG Rüsselsheim
- VC Schwerte
- TSV Vilsbiburg

Als Titelverteidiger trat Bayern Lohhof an, dessen Mannschaft vom SV Lohhof gewechselt hatte. Aufsteiger waren der VC Schwerte, der VfL Hannover und Orplid Darmstadt.

## Tabelle Hauptrunde
|     | Verein        | Punkte | Sätze |
| --- | ------------- | ------ | ----- |
| 1.  | Feuerbach     | 32:4   | 51:12 |
| 2.  | Lohhof (M,P)  | 32:4   | 50:13 |
| 3.  | Münster       | 30:6   | 47:15 |
| 4.  | Oythe         | 20:16  | 33:34 |
| 5.  | Schwerte (N)  | 16:20  | 31:36 |
| 6.  | Rüsselsheim   | 16:20  | 29:38 |
| 7.  | Vilsbiburg    | 14:22  | 32:39 |
| 8.  | Berlin        | 14:22  | 28:37 |
| 9.  | Hannover (N)  | 6:30   | 18:47 |
| 10. | Darmstadt (N) | 0:36   | 6:54  |

## Tabelle Endrunde
Die vier bestplatzierten Mannschaften der Hauptrunde bestritten die Endrunde. Die in der Hauptrunde erzielten Punkte wurden halbiert in die Endrunde mitgenommen.
|    | Verein       | Punkte | Sätze |
| -- | ------------ | ------ | ----- |
| 1. | Lohhof (M,P) | 28:2   | 68:18 |
| 2. | Feuerbach    | 24:6   | 66:19 |
| 3. | Münster      | 19:11  | 56:29 |
| 4. | Oythe        | 10:20  | 35:57 |

|     | Absteiger in die 2. Bundesliga   |
| (M) | Meister der Vorsaison            |
| (P) | Pokalsieger der Vorsaison        |
| (N) | Aufsteiger aus der 2. Bundesliga |